# Bluebell 2S
Bluebell 2S (również: Bluebell 2, Bluebell 2 Sphere) – amerykański wojskowy satelita technologiczny, służący najpewniej jako cel do badań radarowych. Satelita został wyniesiony jako ładunek dodatkowy dla misji satelity wywiadowczego KH-7 25 (wraz z podobnym Bluebell 2C).